# 이인민
이인민(李仁敏, 1330년 ~ 1392년)은 고려 말기의 문신으로, 본관은 성주(星州)이다. 이조년(李兆年)의 손자이자 이직(李稷)의 아버지이다.

## 생애
1360년(공민왕 9) 상의봉어(尙衣奉御)로 재직 중 문과에 급제했는데, 당시 나이가 31세였다.
1370년(공민왕 19) 진주목사(晉州牧使)로 나갔으며, 1383년(우왕 9) 정당문학(政堂文學)으로서 문과의 동지공거(同知貢擧)를 맡아 김한로(金漢老) 등 33명을 급제시켰다.
이후 문하평리(門下評理)로 승진했으나, 1388년(우왕 14) 최영(崔瑩)·이성계(李成桂) 등에 의해 형인 이인임(李仁任)의 일파가 몰락하면서 계림부(雞林府)의 봉졸(烽卒)로 전락했으며, 1390년(공양왕 2) 김종연(金宗衍)의 탈옥 사건에 연루되어 청주(淸州)의 감옥으로 옮겨졌다.
이듬해 국대비 왕씨(國大妃 王氏)의 생일에 사면령이 내려지면서 경외종편(京外從便)을 허락받았으며, 1392년(공양왕 3) 판개성부사(判開城府事)로 복직되었으나, 동년에 졸했다. 향년 63세.

## 가족 관계
- 증조 - 이장경(李長庚) : 호장(戶長), 증(贈) 농서군공(隴西郡公)
  - 조부 - 이조년(李兆年, 1269년 ~ 1343년) : 정당문학(政堂文學)·진현관대제학(進賢館大提學)·상호군(上護軍), 성산군(星山君), 문열공(文烈公), 충혜왕(忠惠王)의 배향공신
    - 아버지 - 이포(李褒, 1287년 ~ 1373년) : 검교문하시중(檢校門下侍中), 성산군, 경원공(敬元公)
    - 어머니 - 대사성(大司成) 설문우(薛文遇)의 딸[8]
      - 형 - 이인복(李仁復, 1308년 ~ 1374년) : 예문관대제학(藝文館大提學)·지춘추관사(知春秋館事), 흥안부원군(興安府院君), 문충공(文忠公), 충정왕(忠定王)의 배향공신
      - 형 - 이인임(李仁任, ? ~ 1388년) : 문하좌시중(門下左侍中), 광평부원군(廣平府院君), 황무공(荒繆公)
      - 형 - 이인미(李仁美) : 예의판서(禮儀判書)
      - 형 - 이인립(李仁立) : 동지밀직사사(同知密直司事), 이제(李濟, ? ~ 1398년)·이발(李潑, 1372년 ~ 1426년)의 아버지
      - 형 - 이인달(李仁達)
      - 전처 - 판개성부사(判開城府事), 양평공(陽平公) 진승서(陳承緖)의 딸[9]
        - 장남 - 이직(李稷, 1362년 ~ 1431년) : 좌의정(左議政), 성산부원군(星山府院君), 문경공(文景公)
        - 첫째 사위 - 신정(辛靖, ? ~ 1388년)[9] : 밀직제학(密直提學), 무진피화로 참형됨

      - 후처 - 좌상시(左常侍) 윤당(尹禟)의 딸[9]
        - 차남 - 이이(李移)[9]
        - 3남 - 이갈(李秸)[9] : 봉례랑(奉禮郞)
        - 4남 - 이아(李秸)[9]
        - 5남 - 이수(李穗, ? ~ 1439년) : 동지총제(同知摠制), 이견기(李堅基, 1384년 ~ 1455년)의 아버지
        - 둘째 사위 - 이승상(李升商, ? ~ 1413년) : 형조판서(刑曹判書), 계림군(鷄林君), 공의공(恭懿公)